# Wilhelm Tieke
Wilhelm Tieke (* 16. Januar  1923 in Görike; † 15. September 2012 in Gummersbach) war ein deutscher Militärschriftsteller.

## Leben
Erlernt hatte der aus dem westlichen Brandenburg stammende Tieke das Sattlerhandwerk. Zum 20. Mai 1940 trat er der Waffen-SS bei, zum 1. Juni 1944 wurde er zum SS-Unterscharführer befördert. Bis 1959 bewirtschaftete er den schwiegerelterlichen Hof in Görike. Dann siedelte er in den Oberbergischen Kreis über und arbeitete bei dem Automobil-Zulieferer Teves in Bergneustadt. Nebenberuflich und nach seinem Ruhestand 1986 schrieb Tieke militärgeschichtliche Bücher mit dem Schwerpunkt Zweiter Weltkrieg für rechtsextreme Verlage wie den Winkelried-Verlag, den Munin-Verlag und dem Pour le Mérite-Verlag. Daneben schrieb Tieke 1966 auch einen Band für die Reihe Der Landser und veröffentlichte in Der Freiwillige, der Zeitschrift der Veteranen  der Waffen-SS.
Zur autobiographischen Literatur gehört „Ein ruheloser Marsch war unser Leben“ Munin-Verlag, 1977.

## Veröffentlichungen (Auswahl)
- An den Brennpunkten der Ostfront, 2007.
- Im Feuersturm letzter Kriegsjahre, 2006.
- Das Ende zwischen Weichsel und Elbe 1944/45, Stuttgart : Motorbuch-Verl., 2003
- …im letzten Aufgebot 1944-1945, (Ungarn-Galizien-Slowakei-Schlesien) (SS PG - Division Horst Wessel), Truppenkameradschaft 18/33 (2002)
- Nach der Stunde Null, Gronenberg, 1987.
- Bis zur Stunde Null, Gronenberg, 1987.
- Das Ende zwischen Oder und Elbe, 1981.
- Das finnische Freiwilligen-Bataillon der Waffen-SS, Munin-Verlag, 1979.
- Ein ruheloser Marsch war unser Leben, Munin-Verlag, 1977.
- Im Feuersturm letzter Kriegsjahre, Munin-Verlag, 1975.
- Im Lufttransport an Brennpunkte der Ostfront, Munin-Verl., 1971.
- Der Kaukasus und das Öl, Munin-Verl., 1970.
- Tragödie um die Treue, Munin-Verl., 1968.
- Der Landser / Nr. 422. Sturmfahrten ins Niemandsland, 1966.